# Bechir Ben Saïd
Bechir Ben Saïd (Gabès, 29 novembre 1994) è un calciatore tunisino, portiere dell'Espérance e della nazionale tunisina.

## Carriera

### Club
Cresciuto nel settore giovanile del Gabès, debutta in prima squadra il 21 settembre 2014 in occasione dell'incontro di Championnat de Ligue Professionelle 1 pareggiato 0-0 contro l'Espérance Zarzis.
Nel 2018 si trasferisce al Monastir.

### Nazionale
Nel novembre del 2021 viene convocato dal CT della nazionale tunisina per prendere parte alla Coppa araba FIFA 2021.

## Statistiche

### Presenze e reti nei club
Statistiche aggiornate al 25 marzo 2022.
| Stagione        | Squadra         | Campionato      | Campionato | Campionato | Coppe nazionali | Coppe nazionali | Coppe nazionali | Coppe continentali | Coppe continentali | Coppe continentali | Altre coppe | Altre coppe | Altre coppe | Totale | Totale | Totale |
| Stagione        | Squadra         | Comp            | Pres       | Reti       | Comp            | Pres            | Reti            | Comp               | Pres               | Reti               | Comp        | Pres        | Reti        | Pres   | Reti   |        |
| --------------- | --------------- | --------------- | ---------- | ---------- | --------------- | --------------- | --------------- | ------------------ | ------------------ | ------------------ | ----------- | ----------- | ----------- | ------ | ------ | ------ |
| 2014-2015       | Gabès           | L1              | 3          | -3         | CT              | 0               | 0               |                    | -                  | -                  |             | -           | -           | 3      | -3     |        |
| 2016-2017       | Gabès           | L1              | 3+4        | -3+ -1     | CT              | 0               | 0               |                    | -                  | -                  |             | -           | -           | 7      | -4     |        |
| 2017-2018       | Gabès           | L1              | 5          | -11        | CT              | 3               | 0               |                    | -                  | -                  |             | -           | -           | 8      | -11    |        |
| Totale Gabès    | Totale Gabès    | Totale Gabès    | 11+4       | -17+ -1    |                 | 3               | 0               |                    |                    |                    |             |             |             | 18     | -18    |        |
| 2018-2019       | Monastir        | L1              | 4          | -8         | CT              | 1               | -1              |                    | -                  | -                  |             | -           | -           | 5      | -9     |        |
| 2019-2020       | Monastir        | L1              | 25         | -18        | CT              | 5               | -2              |                    | -                  | -                  |             | -           | -           | 30     | -20    |        |
| 2020-2021       | Monastir        | L1              | 25         | -25        | CT              | 4               | -3              | CCC                | 6                  | -3                 | ST          | 1           | -1          | 36     | -32    |        |
| 2021-2022       | Monastir        | L1              | 11         | -2         | CT              | 0               | 0               |                    | -                  | -                  |             | -           | -           | 11     | -2     |        |
| Totale Monastir | Totale Monastir | Totale Monastir | 65         | -53        |                 | 10              | -6              |                    |                    |                    |             | 1           | -1          | 82     | -63    |        |
| Totale carriera | Totale carriera | Totale carriera | 79         | -53        |                 | 13              | -6              |                    | 6                  | 0                  |             | 1           | 0           | 97     | -81    |        |

### Cronologia presenze e reti in nazionale
| Cronologia completa delle presenze e delle reti in nazionale ― Tunisia | Cronologia completa delle presenze e delle reti in nazionale ― Tunisia | Cronologia completa delle presenze e delle reti in nazionale ― Tunisia | Cronologia completa delle presenze e delle reti in nazionale ― Tunisia | Cronologia completa delle presenze e delle reti in nazionale ― Tunisia | Cronologia completa delle presenze e delle reti in nazionale ― Tunisia | Cronologia completa delle presenze e delle reti in nazionale ― Tunisia | Cronologia completa delle presenze e delle reti in nazionale ― Tunisia |
| Data                                                                   | Città                                                                  | In casa                                                                | Risultato                                                              | Ospiti                                                                 | Competizione                                                           | Reti                                                                   | Note                                                                   |
| ---------------------------------------------------------------------- | ---------------------------------------------------------------------- | ---------------------------------------------------------------------- | ---------------------------------------------------------------------- | ---------------------------------------------------------------------- | ---------------------------------------------------------------------- | ---------------------------------------------------------------------- | ---------------------------------------------------------------------- |
| 12-1-2022                                                              | Limbe                                                                  | Tunisia                                                                | 0 – 1                                                                  | Mali                                                                   | Coppa d'Africa 2021 - 1º turno                                         | -1                                                                     |                                                                        |
| 16-1-2022                                                              | Limbe                                                                  | Tunisia                                                                | 4 – 0                                                                  | Mauritania                                                             | Coppa d'Africa 2021 - 1º turno                                         | -                                                                      |                                                                        |
| 20-1-2022                                                              | Limbe                                                                  | Gambia                                                                 | 1 – 0                                                                  | Tunisia                                                                | Coppa d'Africa 2021 - 1º turno                                         | -1                                                                     |                                                                        |
| 23-1-2022                                                              | Garoua                                                                 | Nigeria                                                                | 0 – 1                                                                  | Tunisia                                                                | Coppa d'Africa 2021 - Ottavi di finale                                 | -                                                                      |                                                                        |
| 29-1-2022                                                              | Garoua                                                                 | Burkina Faso                                                           | 1 – 0                                                                  | Tunisia                                                                | Coppa d'Africa 2021 - Quarti di finale                                 | -1                                                                     |                                                                        |
| 25-3-2022                                                              | Bamako                                                                 | Mali                                                                   | 0 – 1                                                                  | Tunisia                                                                | Qual. Mondiali 2022                                                    | -                                                                      |                                                                        |
| 29-3-2022                                                              | Radès                                                                  | Tunisia                                                                | 0 – 0                                                                  | Mali                                                                   | Qual. Mondiali 2022                                                    | -                                                                      | 90+3’                                                                  |
| 2-6-2022                                                               | Radès                                                                  | Tunisia                                                                | 4 – 0                                                                  | Guinea Equatoriale                                                     | Qual. Coppa d'Africa 2023                                              | -                                                                      |                                                                        |
| 5-6-2022                                                               | Francistown                                                            | Botswana                                                               | 0 – 0                                                                  | Tunisia                                                                | Qual. Coppa d'Africa 2023                                              | -                                                                      |                                                                        |
| 22-9-2022                                                              | Orléans                                                                | Comore                                                                 | 0 – 1                                                                  | Tunisia                                                                | Amichevole                                                             | -                                                                      |                                                                        |
| 17-11-2023                                                             | Radès                                                                  | Tunisia                                                                | 4 – 0                                                                  | São Tomé e Príncipe                                                    | Qual. Mondiali 2026                                                    | -                                                                      |                                                                        |
| 21-11-2023                                                             | Lilongwe                                                               | Malawi                                                                 | 0 – 1                                                                  | Tunisia                                                                | Qual. Mondiali 2026                                                    | -                                                                      |                                                                        |
| 6-1-2024                                                               | Radès                                                                  | Tunisia                                                                | 0 – 0                                                                  | Mauritania                                                             | Amichevole                                                             | -                                                                      |                                                                        |
| 10-1-2024                                                              | Radès                                                                  | Tunisia                                                                | 2 – 0                                                                  | Capo Verde                                                             | Amichevole                                                             | -                                                                      |                                                                        |
| 16-1-2024                                                              | Korhogo                                                                | Tunisia                                                                | 0 – 1                                                                  | Namibia                                                                | Coppa d'Africa 2023 - 1º turno                                         | -1                                                                     |                                                                        |
| 20-1-2024                                                              | Korhogo                                                                | Tunisia                                                                | 1 – 1                                                                  | Mali                                                                   | Coppa d'Africa 2023 - 1º turno                                         | -1                                                                     |                                                                        |
| 24-1-2024                                                              | Korhogo                                                                | Sudafrica                                                              | 0 – 0                                                                  | Tunisia                                                                | Coppa d'Africa 2023 - 1º turno                                         | -                                                                      |                                                                        |
| 23-3-2024                                                              | Il Cairo                                                               | Tunisia                                                                | 0 – 0 (4 – 5 dtr)                                                      | Croazia                                                                | Amichevole                                                             | -                                                                      | 90+4’                                                                  |
| 26-3-2024                                                              | Il Cairo                                                               | Nuova Zelanda                                                          | 0 – 0 (2 – 4 dtr)                                                      | Tunisia                                                                | Amichevole                                                             | -                                                                      | 90+2’                                                                  |
| 5-6-2024                                                               | Tunisi                                                                 | Tunisia                                                                | 1 – 0                                                                  | Guinea Equatoriale                                                     | Qual. Mondiali 2026                                                    | -                                                                      | 90+2’                                                                  |
| 9-6-2024                                                               | Johannesburg                                                           | Namibia                                                                | 0 – 0                                                                  | Tunisia                                                                | Qual. Mondiali 2026                                                    | -                                                                      |                                                                        |
| Totale                                                                 |                                                                        | Presenze                                                               | 21                                                                     |                                                                        | Reti                                                                   | -5                                                                     |                                                                        |